# Ядвига Ягелонка (1513 – 1573)
Ядвига (Хедвига) Ягелонка (на полски: Jadwiga Jagiellonka, на литовски: Jadvyga Jogailaitė, на немски: Hedwig Jagiellonica; * 15 март 1513, Познан; † 7 февруари 1573, Стар Рупин, Нойрупин) е полска принцеса от династията на Ягелоните, а по съпруг и курфюрстиня на Бранденбург от 1535 до 1571 г.

## Живот
Тя е дъщеря на полския крал Зигмунт I Стари (1467 – 1548) и на Барбара Заполя (1495 – 1515). Майката на Ядвига е дъщеря на унгарския войвода и магнат Ищван Заполски († 1499) и е сестра на унгарския крал Янош Заполски.
На 1 септември 1535 г. Ядвига се омъжва в Краков за Йоахим II фон Бранденбург (1505 – 1571) от династията Хоенцолерн, курфюрст на Бранденбург. Тя е втората му съпруга. Нейният заварен син е курфюрст Йохан Георг фон Бранденбург (1525 – 1598).
След като Йоахим става лютеран, Ядвига остава католичка. Съпругът ѝ, по настояване на полския кралски двор, не принуждава Ядвига да промени вероизповеданието си. През 1541 г. Ядвига придружава съпруга си на имперското събрание в Регенсбург.
През 1549 г. Ядвига има произшествие и трябва да ходи с патерици. Нейният съпруг започва връзка с красивата Анна Дитерих, родена Сидов (1525 – 1575).
След смъртта на Йоахим II през 1572 г. Ядвига живее в замъка Рупин в Стар Рупин (днес част от Нойрупин). Тя умира там на 7 февруари 1573 г.

## Деца
Ядвига и Йоахим II фон Бранденбург имат децата:
- Елизабет Магдалена (1537 – 1595)

∞ 1559 херцог Франц Ото фон Брауншвайг-Люнебург (1530 – 1559)
- Зигисмунд (1538 – 1566), архиепископ на Магдебург и епископ на Халберщат
- Хедвига (1540 – 1602)

∞ 1560 херцог Юлий фон Брауншвайг-Волфенбютел (1528 – 1589)
- София (1541 – 1564)

∞ 1561 Вилхелм фон Розенберг (1535 – 1592)
- Йоахим (1543 – 1544)